# Brennilis
Brennilis (bret. Brenniliz) – miejscowość i gmina we Francji, w regionie Bretania, w departamencie Finistère.
Według danych na rok 1990 gminę zamieszkiwało 439 osób, a gęstość zaludnienia wynosiła 23 osoby/km² (wśród 1269 gmin Bretanii Brennilis plasuje się na 862. miejscu pod względem liczby ludności, natomiast pod względem powierzchni na miejscu 523.).